# Chicago-Marathon 1992
| 15. Chicago-Marathon    | 15. Chicago-Marathon            |
| ----------------------- | ------------------------------- |
| Stadt                   | Chicago, Vereinigte Staaten     |
| Datum                   | 25. Oktober 1992                |
| Distanz                 | 42,195 Kilometer                |
| Sieger                  |                                 |
| Männer                  | José Cesar de Souza (2:16:14 h) |
| Frauen                  | Linda Somers (2:37:41 h)        |
| ← Chicago-Marathon 1991 | Chicago-Marathon 1993 →         |
| Website                 | Offizielle Website              |

Der Chicago-Marathon 1992 war die 15. Ausgabe der jährlich stattfindenden Laufveranstaltung in Chicago, Vereinigte Staaten. Der Marathon fand am 25. Oktober 1992 statt.
Bei den Männern gewann José Cesar de Souza in 2:16:14 h, bei den Frauen Linda Somers in 2:37:41 h.

## Ergebnisse

### Männer
| Platz | Athlet              | Land      | Zeit (h) |
| ----- | ------------------- | --------- | -------- |
| 01    | José Cesar de Souza | Brasilien | 2:16:14  |
| 02    | Igor Braslawsky     | Ukraine   | 2:17:30  |
| 03    | Eddy Hellebuyck     | Belgien   | 2:17:55  |
| 04    | Thomas O’Gara       | Irland    | 2:18:05  |
| 05    | Tomasz Gnabel       | Polen     | 2:18:18  |
| 06    | Roy Dooney          | Irland    | 2:18:49  |
| 07    | Terefe Mekonnen     | Äthiopien | 2:20:25  |
| 08    | Tadeusz Lawicki     | Polen     | 2:20:28  |
| 09    | Visa Orttenvuori    | Finnland  | 2:20:39  |
| 10    | Kassa Balcha        | Äthiopien | 2:22:51  |

### Frauen
| Platz | Athletin         | Land                    | Zeit (h) |
| ----- | ---------------- | ----------------------- | -------- |
| 01    | Linda Somers     | Vereinigte Staaten      | 2:37:41  |
| 02    | Gail Hall        | Vereinigte Staaten      | 2:39:38  |
| 03    | Kirsi Valasti    | Finnland                | 2:40:32  |
| 04    | Ursula Noctor    | Irland                  | 2:41:52  |
| 05    | Emma Cabrera     | Mexiko                  | 2:45:36  |
| 06    | Betsy Schmid     | Vereinigte Staaten      | 2:46:49  |
| 07    | Catriona Dowling | Irland                  | 2:50:24  |
| 08    | Renata Sitek     | Österreich              | 2:52:14  |
| 09    | Sandra Natal     | Dominikanische Republik | 2:57:09  |